# Райграс
Райгра́с (Arrhenatherum) — рід одно- та багаторічних злакових кормових трав.
У культурі в Україні райграс займає площу бл. 2 000 га. Найпоширеніший — райграс високий (Arrhenatherum elatius M. et K.). Райграс вирощують на сіно, як пасовищні рослини, а також як трави для газонів.
Райграсом можуть називати рослини з іншого роду тонконогових — пажитницю: райграс англійський або пажитниця багаторічна (Lolium perenne L.), райграс багатоукісний, або пажитниця багатоквіткова (Lolium multiflorum Lam.).